# Ахроменко Владислав Ігорович
Владисла́в І́горович Ахро́менко (біл. Ахроменка Уладзіслаў Ігаравіч; 29 січня 1965, Гомель — 9 листопада 2018, Білосток) — сучасний білоруський письменник, прозаїк, кіносценарист, драматург.

## Біографія
Народився 29 січня 1965 року в м. Гомель. Здобув музичну освіту. Одружений, мав троє дітей. Жив у Чернігові, Україна.

## Твори
- «Здані і пачвары Беларусі» (1994, у співавторстві з Максимом Климковичем. Під псевдонімами Францішак Хлус і Марцін Юр).
- кінороман «Янкі, альбо Астатні наезд на Літве» (2007, у співавторстві з Максимом Климковичем).
- «Правдива історія Кацапа, Хохла та Бульбаша» (біл. «Праўдзівая гісторыя Кацапа, Хахла і Бульбаша», 2009, у співавторстві з Максимом Климковичем).
- п'єса «Русалка Камсамольскага возера» (2010, у співавторстві з Максимом Климковичем).
- «Теорія змови» (біл. «Тэорыя змовы», 2011).
- «Музи та свині» (біл. «Музы і свінні», 2014).

### Українські переклади
- Владислав Ахроменко. Теорія змови. Тернопіль: Крок, 2016. ISBN 978-617-692-316-9